# Robopocalypse
Robopocalypse (titre original : Robopocalypse) est un roman de science-fiction américain écrit par Daniel H. Wilson, publié en 2011 (traduit en français par Patrick Imbert et publié en 2012 aux éditions Fleuve noir). Il est dans la liste des meilleures ventes du New York Times.

## Résumé
Dans un futur proche, un chercheur crée un ordinateur doué d'intelligence artificielle appelé Archos qui mène une révolte des robots, menant ainsi l'humanité au bord de l'extinction.

## Adaptation cinématographique
Robopocalypse devrait être adapté au cinéma par Steven Spielberg, produit par sa société DreamWorks SKG et 20th Century Fox. Initialement prévue le 25 avril 2014, la production du film est retardée pour une durée indéterminée car le scénario n'était pas prêt et le coût de production trop élevé.

## Référence
1. ↑  (en) « Bibliography: Robopocalypse », sur Internet Speculative Fiction Database (consulté le 4 septembre 2013).
2. ↑  « Robopocalypse » sur le site NooSFere (consulté le 4 septembre 2013).
3. ↑  Daniel H. Wilson: «Je n’aurais jamais rêvé que Spielberg adapte mon "Robopocalypse"» par Joël Métreau dans le quotidien 20 minutes du 22 novembre 2012.
4. ↑  Kim Masters, « Steven Spielberg's 'Robopocalypse' Postponed Indefinitely (Exclusive) », sur The Hollywood Reporter, 9 janvier 2013 (consulté le 10 janvier 2013).